# Gisela Büttner (Schauspielerin)
Gisela Büttner (* 15. Juli 1941 in Beuthen, Oberschlesien; † 1. Mai 2024 in Berlin) war eine deutsche Schauspielerin.

## Biografie
Büttner war von 1958 bis Sommer 1961 am Theater der Freundschaft in Berlin engagiert, um anschließend an die Volksbühne Berlin zu wechseln, wo sie bis 1967 blieb. Neben ihren Theatertätigkeiten spielte sie in mehreren Spiel- und Fernsehfilmen mit, unter anderem war sie 1960 in der Titelrolle der DEFA-Produktion Hatifa zu sehen. Bei Synchronarbeiten wirkte sie nicht nur als Sprecherin, sondern übernahm auch in vielen Filmen die Dialogregie.
Gisela Büttner starb, wie die DEFA-Stiftung bekanntgab, am 1. Mai 2024 im Alter von 82 Jahren.

## Filmografie
- 1959: Die Premiere fällt aus
- 1960: Hatifa
- 1961: Drei Kapitel Glück
- 1963: Blaulicht – Heißes Geld (Fernsehserie)
- 1969: Nebelnacht
- 1969: Der Staatsanwalt hat das Wort: Die Geschichte der Rosemarie E.
- 1971: Polizeiruf 110: Der Fall Lisa Murnau
- 1974: Polizeiruf 110: Kein Paradies für Elstern

## Theater
- 1958: Virgil Stoenescu/Oktavian Sava: Betragen ungenügend – Regie: Josef Stauder (Theater der Freundschaft)
- 1958: Wera Küchenmeister/Claus Küchenmeister: Damals 18/19 – Regie: Lothar Bellag (Theater der Freundschaft)
- 1958: Josef Stauder: Das blaue Licht – Regie: Lutz Friedrich (Theater der Freundschaft)
- 1958: Gerd Prager: Der Bund der Haifische – Regie: Reva Holsay (Theater der Freundschaft)
- 1958: Sergej Michalkow: Sombrero – Regie: Josef Stauder/Manfred Dorschan (Theater der Freundschaft)
- 1959: Alexej Arbusow: Der weite Weg (Topsik) – Regie: Erwin Arlt (Theater der Freundschaft)
- 1959: Herbert Walter: Die Bremer Stadtmusikanten – Regie: Hans-Dieter Schmidt (Theater der Freundschaft)
- 1959: Samuil Marschak: Die zwölf Monate – Regie: Lutz Friedrich (Theater der Freundschaft)
- 1960: Hedda Zinner: Leistungskontrolle (Annegret) – Regie: Rudi Kurz (Theater der Freundschaft)
- 1960: Harald Hauser: Häschen Schnurks (Eichhörnchen) – Regie: Kurt Rabe (Theater der Freundschaft)
- 1960: Vera Ljubimowa: Schneeball (Betty) – Regie: Rudi Kurz (Theater der Freundschaft)
- 1961: Boris Gorbatow: Die Jugend der Väter (Marusja) – Regie: Erwin Arlt (Theater der Freundschaft)
- 1961: Anton Tschechow: Der Kirschgarten (Anja) – Regie: Wolfgang Heinz (Deutsches Theater Berlin)
- 1961: Hedda Zinner: Ravensbrücker Ballade (Jadwiga) – Regie: Fritz Wisten (Volksbühne Berlin)
- 1961: Walter Hasenclever: Ein besserer Herr (Aline) – Regie: Emil Stöhr (Volksbühne Berlin)
- 1963: Lope de Vega: Ritter vom Mirakel (Isabella) – Regie: Fritz Bennewitz (Volksbühne Berlin)
- 1963: Carl Zuckmayer: Der Hauptmann von Köpenick (Lungenkrankes Mädchen) – Regie: Hannes Fischer (Volksbühne Berlin)
- 1966: Eugène Scribe: Ein Glas Wasser (Abigail) – Regie: Horst Bonnet (Volksbühne Berlin)

## Synchronisation

### Sprecherin
| Film                                            | Jahr                      | Rolle              | Darsteller            |
| ----------------------------------------------- | ------------------------- | ------------------ | --------------------- |
| Freundinnen (Mogli pericolose)                  | (1958) 1970 (DDR-Synchro) | Ornella            | Dorian Gray           |
| Das Hausboot (Double Bunk)                      | (1961) 1969               | Peggy              | Janette Scott         |
| Eine Leiche für die Dame (Cadavere per signora) | (1964) 1970               | Laura Guglielmetti | Sylva Koscina         |
| Der Donnerstag                                  | (1963) 1969               | Elsa               | Michèle Mercier       |
| Stadt im Meer                                   | (1965) 1969               | Jill Tregillis     | Susan Hart            |
| Das Märchen vom Zaren Zaltan                    | 1967                      | Zarin              | Larissa Golubkina     |
| Chingachgook, die große Schlange                | 1967                      | Wahtawah           | Andrea Drahota        |
| Tödlicher Irrtum                                | 1970                      | Jessebee           | Krystyna Mikołajewska |
| Der große Blonde kehrt zurück                   | (1974) 1976 (DDR-Synchro) | Cristine           | Mireille Darc         |
| Blut auf dem Asphalt (Flics de choc)            | 1983                      | La maîtresse       | Mylène Demongeot      |
| Miss Marple, (Ep.: Mord im Pfarrhaus)           | 1984–1992                 | Ann Protheroe      | Polly Adams           |
| Miss Marple, (Ep.: Die Tote in der Bibliothek)  | 1984–1992                 | Adelaide Jefferson | Ciaran Madden         |
| Miss Marple, (Ep.: Ein Mord wird angekündigt)   | 1984–1992                 | Mrs. Easterbrook   | Sylvia Syms           |
| Tausend Meilen Staub, (Ep.: 7)                  | 1959–1966                 | Rose Morton        | Ciaran Madden         |
| Besuch bei van Gogh                             | 1985                      | Marie Greifenstein | Grażyna Szapołowska   |

### Dialogregisseurin
- 1959–1964: Twilight Zone (Fernsehserie)
- 1959–1966: Tausend Meilen Staub (Fernsehserie)
- 1962: Einer gegen Sieben
- 1966: Die Italienische Geliebte
- 1968: Einer nach dem anderen – ohne Erbarmen
- 1969: Nur Pferden gibt man den Gnadenschuss
- 1971: Chansonette
- 1972: Sechs Bären mit Zwiebel
- 1973: Rafan
- 1974: Die Geigen des Balls
- 1974: Verbrechen aus Liebe
- 1975: Hass kennt keine Nachsaison
- 1975: Das Elixier der Jugend
- 1977: Wie der dumme Iwanuschka das Wunder suchte
- 1979: Fünf Abende
- 1979: Und ich laufe bis ans Ende der Welt
- 1980: Eine Braut zum Küssen
- 1981: Der Zug nach Kraljevo
- 1982: Schmutzige Geschäfte
- 1984: Der Lehrling des Medicus
- 1985: Latino
- 1986: Die entführte Prinzessin

## Hörspiele
- 1959: Kasper Germann: Ferien mit Ebbo (Mitschülerin) – Regie: Theodor Popp (Hörspiel – Rundfunk der DDR)
- 1960: Rosel Willers: Gelegenheit macht Liebe – Regie: Werner Wieland (Hörspiel – Rundfunk der DDR)
- 1963: Manfred Bieler: Nachtwache  – Regie: Helmut Hellstorff (Rundfunk der DDR)
- 1963: Anna Elisabeth Wiede: Das Untier von Samarkand – Regie: Flora Hoffmann (Kinderhörspiel – Rundfunk der DDR)
- 1964: Georg W. Pijet: Mietskaserne – Regie: Fritz-Ernst Fechner (Hörspiel – Rundfunk der DDR)
- 1964: Johann Peter Hebel: Zundelfrieders Abenteuer – Regie: Maritta Hübner (Kinderhörspiel – Rundfunk der DDR)
- 1964: Józef Hen/Jadwiga Plonska: Skandal in Gody (Jadwiga) – Regie: Edgar Kaufmann (Hörspiel – Rundfunk der DDR)
- 1964: Walter Alberlein: Künstlerpech (Kollegin Sängewald) – Regie: Werner Wieland (Hörspiel – Rundfunk der DDR)
- 1965: Heinz Knobloch: Pardon für Bütten (Karla) – Regie: Wolfgang Brunecker (Kinderhörspiel – Rundfunk der DDR)
- 1966: Bernhard Seeger: Hannes Trostberg (Janne Trostberg) – Regie: Theodor Popp (Hörspiel (3 Teile) – Rundfunk der DDR)
- 1967: Siegfried Pfaff: Regina B. – Ein Tag in ihrem Leben (Sabine Erfurth) – Regie: Fritz-Ernst Fechner (Hörspiel – Rundfunk der DDR)
- 1968: Emmanuel Roblès: Männerarbeit – Regie: Edgar Kaufmann (Hörspiel – Rundfunk der DDR)
- 1968: Rolf Gumlich: Verliebt über anderthalb Ohren (Monika) – Regie: Horst Gosse (Kinderhörspiel – Rundfunk der DDR)
- 1969: Karl-Heinrich Bonn/Maria Bonn: Die Reise nach K. (Karin) – Regie: Wolfgang Brunecker (Hörspiel – Rundfunk der DDR)
- 1969: Wolfgang Graetz/Joachim Seyppel: Was ist ein Weihbischof? Oder Antworten zur Akte Defregger – Regie: Edgar Kaufmann (Hörspiel – Rundfunk der DDR)
- 1969: Claude Prin: Potemkin 68 (Kundin) – Regie: Edgar Kaufmann (Hörspiel – Rundfunk der DDR)
- 1969: Emmanuel Roblès/Philippe Derrez: Männerarbeit – Regie: Edgar Kaufmann (Hörspiel – Rundfunk der DDR)
- 1969: Friedrich Schiller: Die Verschwörung des Fiesco zu Genua (Leonore) – Regie: Peter Groeger (Hörspiel – Rundfunk der DDR)
- 1970: Gottfried Teichmann: Brigadehochzeit (Katrin) – Regie: Joachim Gürtner (Hörspiel: Neumann, zweimal klingeln Nr. 26 – Rundfunk der DDR)
- 1970: Peter Brock: Der eigene Herd (Katrin) – Regie: Joachim Gürtner (Hörspiel: Neumann, zweimal klingeln Nr. 27 – Rundfunk der DDR)
- 1970: Gottfried Teichmann: Zwölf Stunden Montageurlaub (Katrin) – Regie: Joachim Gürtner (Hörspiel: Neumann, zweimal klingeln Nr. 34 – Rundfunk der DDR)
- 1970: Werner Gawande: Die Kündigung (Ingrid Albrecht) – Regie: Joachim Staritz (Hörspiel – Rundfunk der DDR)
- 1971: Bruno Gluchowski: Stahl von der Ruhr – Regie: Helmut Hellstorff (Hörspiel nach „Blutiger Stahl“ (3 Teile) – Rundfunk der DDR)
- 1972: Joachim Witte: Aschermittwoch (Katrin) – Regie: Joachim Gürtner (Hörspielreihe: Neumann, zweimal klingeln – Rundfunk der DDR)
- 1973: Werner Gawande: Benders Abschluß (Sabine Willmann) – Regie: Werner Grunow (Hörspiel – Rundfunk der DDR)
- 1974: Gerhard Jäckel: Heute nicht  (Katrin) – Regie: Joachim Gürtner (Hörspielreihe: Neumann, zweimal klingeln – Rundfunk der DDR)
- 1974: Ernst Röhl: Minna Plückhahn will es wissen (Gundula) – Regie: Fritz-Ernst Fechner (Hörspiel – Rundfunk der DDR)
- 1974: Kurt Belicke: Unter den Linden (Diddi) – Regie: ? (Hörspiel – Rundfunk der DDR)
- 1977: Hans Bräunlich: Inspektor Bradley und der Zufall (Eva Norton) – Regie: Walter Niklaus (Kriminalhörspiel – Rundfunk der DDR)
- 1980: Günter Spranger: Der Strick an dem du hängen wirst (Silvia)  –  Regie: Klaus Zippel (Kriminalhörspiel – Rundfunk der DDR)
- 1983: Jens Simon: Kondolenzbesuch – Regie: Walter Niklaus (Kriminalhörspiel – Rundfunk der DDR)
- 1986: Franz Fühmann: Ein Sommernachtstraum – Regie: Norbert Speer (Kinderhörspiel – Rundfunk der DDR)
- 1992: Clemens Brentano: Das Mährchen vom Rhein und dem Müller Radlauf (Königin) – Regie: Peter Groeger (Kinderhörspiel – DS Kultur)
- 1992: Heinrich Traulsen: König und Besenbinder – Regie: Peter Groeger (Kinderhörspiel – DS Kultur)